# Poluição por nutriente

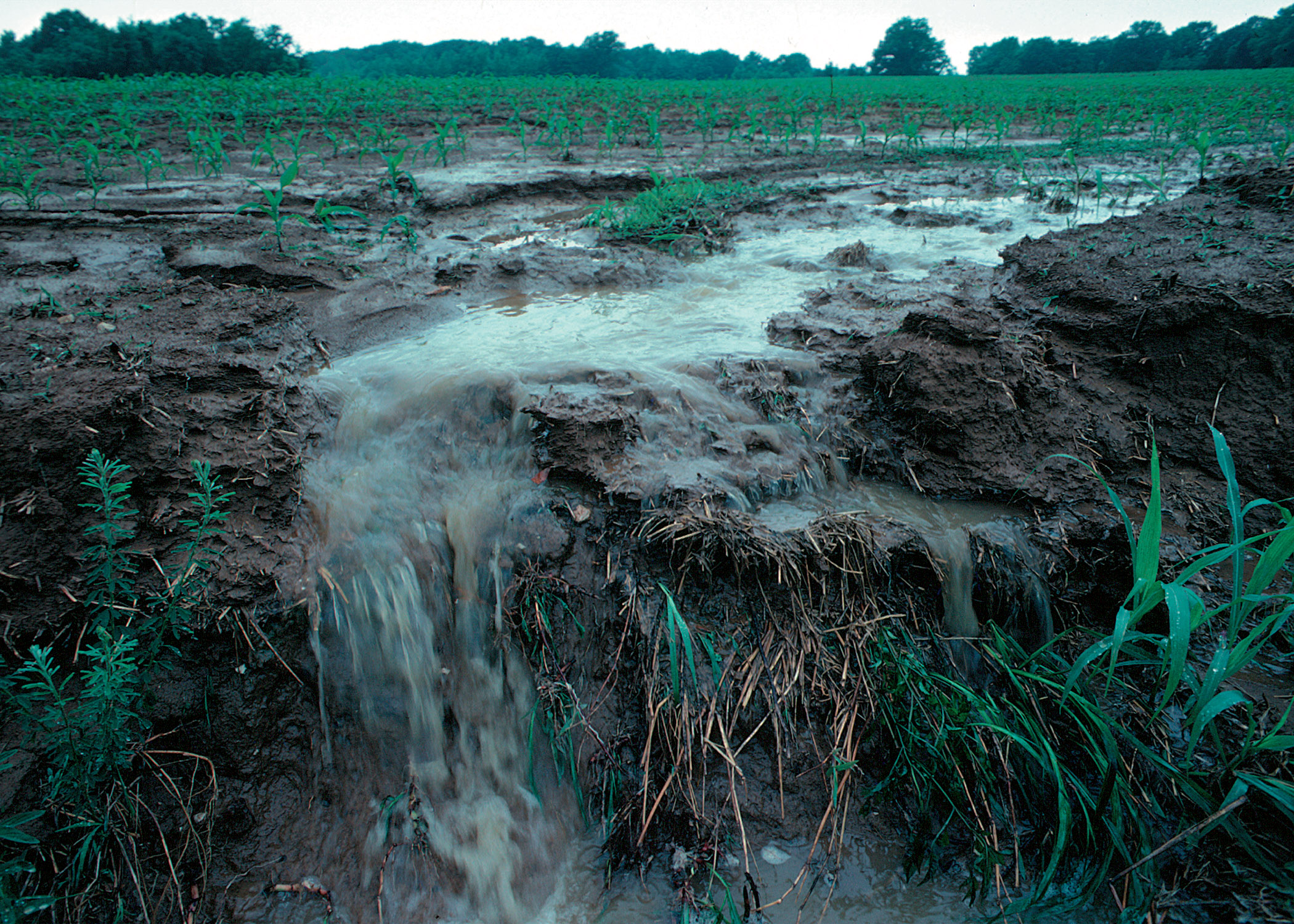
Poluição de nutrientes causada pelo escoamento superficial do solo e fertilizantes durante uma tempestade

A poluição por nutriente, uma forma de poluição da água, refere-se à contaminação por excesso de nutrientes. É a principal causa da eutrofização das águas superficiais, nas quais o excesso de nutrientes, geralmente nitrogênio ou fósforo, estimula o crescimento de algas. Fontes de poluição de nutrientes incluem escoamento superficial de campos agrícolas e pastagens, descarregamentos de fossas sépticas e confinamento, e emissões de combustão. O excesso de nutrientes foi resumido como potencialmente levando a:
- Efeitos na população: crescimento excessivo de algas (plantas);[1]
- Efeitos na comunidade: mudanças na composição das espécies (taxa dominante);
- Efeitos ecológicos: mudanças na teia trófica, limitação de luz;
- Efeitos biogeoquímicos: excesso de carbono orgânico (eutrofização); défices de oxigênio dissolvido (hipóxia ambiental); produção de toxinas;[2]
- Efeitos na saúde humana: nitrato em excesso na água potável (síndrome do bebê azul); subprodutos de desinfecção na água potável;[3]
- Efeitos da biodiversidade: florescimento excessivo de algas (perda de biodiversidade).[4]